# 드레드노투스
드레드노투스(Dreadnoughtus)는 중생대 백악기 후기 세노마눔절에서 마스트리히트절에 지금의 남아메리카의 아르헨티나에 서식했던 티타노사우루스류의 용각류이다. 속명은 영어 '드레드노트(Dreadnought)'에서 딴 '두려울 것 없는'을 의미한다.

## 발견

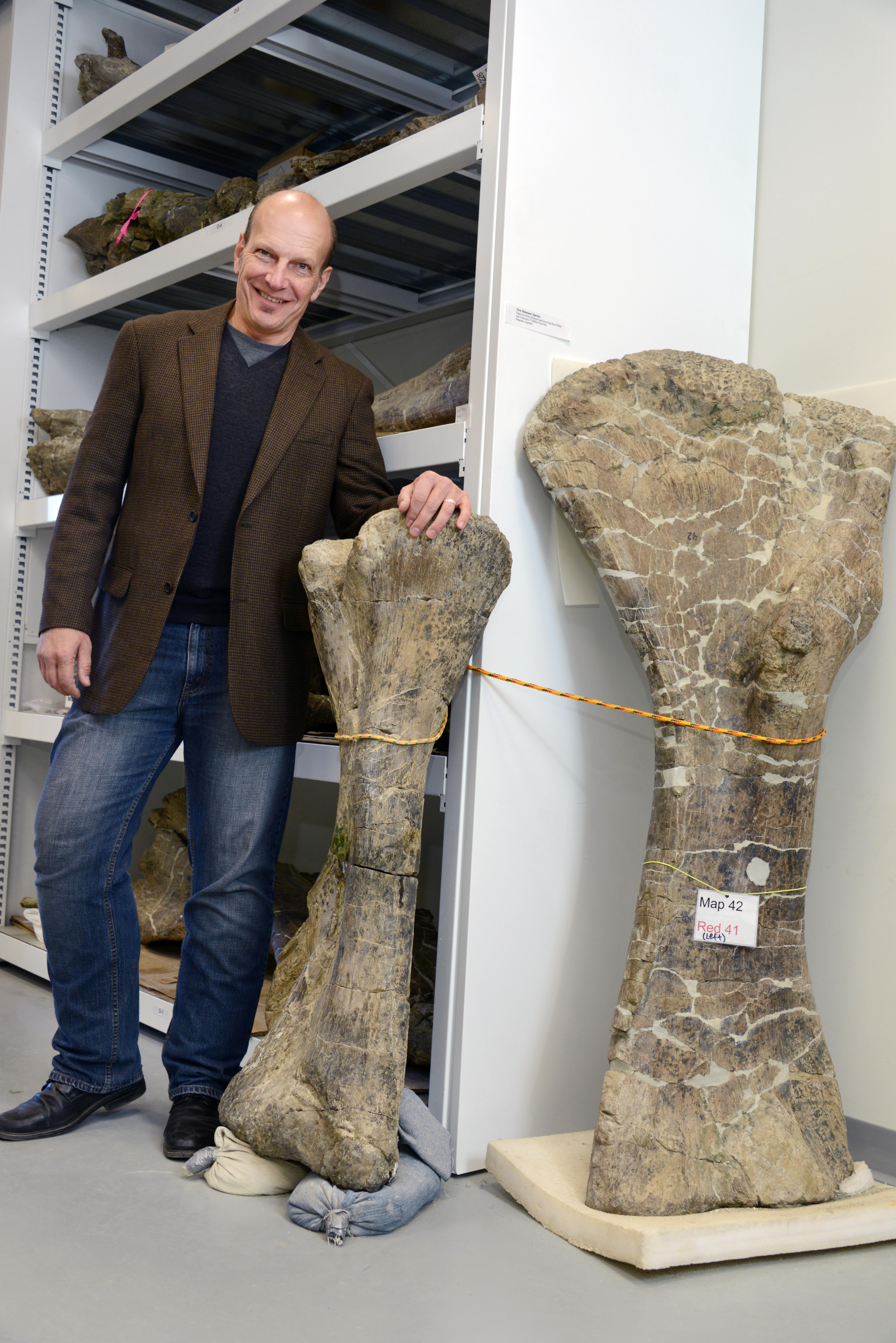
고생물학자 케네스 J. 라코바라 씨와 함께 드레드노투스의 뼈를 찍은 사진

인간과의 크기 비교

드레드노투스의 화석은 2005년 아르헨티나 산타크루스(Santa Cruz) 주의 아르헨티노 호수(Lago Argentino)로 흘러들어가는 라레오나 강(Río La Leona)에 자리잡은 세로포르탈레사층(Cerro Fortaleza Formation)에서 4년에 걸친 발굴 작업 끝에 발견되었다. 발견 당시 경추골 한 점과 미추골 7점, 배추골과 늑골, 그리고 엉치뼈와 골반뼈 및 왼쪽 대퇴골 등의 여러 골격 화석이 발견되었다.